# Commanda-Gletscher
Der Commanda-Gletscher ist ein steiler Gletscher im ostantarktischen Viktorialand. In der Asgard Range fließt er vom Mount Newall in östlicher Richtung zur Südseite des Ponder Peak. Er mündet westlich des Sagittate Hill in den unteren Abschnitt des Newall-Gletschers.
Das New Zealand Geographic Board benannte ihn im Jahr 1998. Namensgeber ist ein Hochfrequenzrepeater mit der Modellbezeichnung Commanda, der auf dem nahegelegenen Mount Newall für den Funkverkehr neuseeländischer Feldforschungsteams installiert worden war.